# 李昊 (成化進士)
李昊（1431年—1508年），字志遠，直隸蘇州府崑山縣人，應天府上元縣民籍。明朝官员。進士出身。

## 生平
應天府鄉試第七十八名。成化五年（1469年）乙丑科會試第一百四十七名，成化五年進士，授翰林檢討，侍忻穆王，后遷南京禮科給事中，陞浙江參議，終太平知府，殿試登進士第三甲第六十五名。

## 家族
曾祖父李德潤。祖父李構。父亲李彥輝。子李熙。